# Парвати
Парвати (санскрит: पार्वती|पार्वती) је једно од многих божанстава штованих у хиндуистичком пантеону. Парвати је обожавана као врховна божанска мајка и све друге богиње у хиндуизму се посматрају као једна од њених инкарнација или манифестација. С друге стране, Парвати представља и Шакти, тј. њен позитивни и благи аспект, јер, Парвати је божанска мајка. Даље, ова богиња је утјелотворење свеукупне енергије у универзуму. 
Парвати има статус друге пратиље Шиве, хиндуистичког бога уништења и препорода. Ипак, она се не разликује од Сати, бивше пратиље бога Шиве, јер је Парвати њена реинкарнација. Парвати је и мајка два важна божанства у хиндуизму: Ганеше и Картикеја. Према неким интерпетацијма Парвати је сестра бога Вишнуа и кћер Хималаја. 
Када се приказује поред Шиве, Парвати има двије руке. Када није поред њега, приказана је са четири руке а уз њу су тигар или лав. У принципу, Парвати је добра богиња али, као и многа друга хиндуистичка божанства, она има и своју тамну страну, своје страшне аспекте попут Дурге, Кали или Чанди. Њени позитивни облици су Махагаури, Шаилпутри и Лалита.